# 응원단

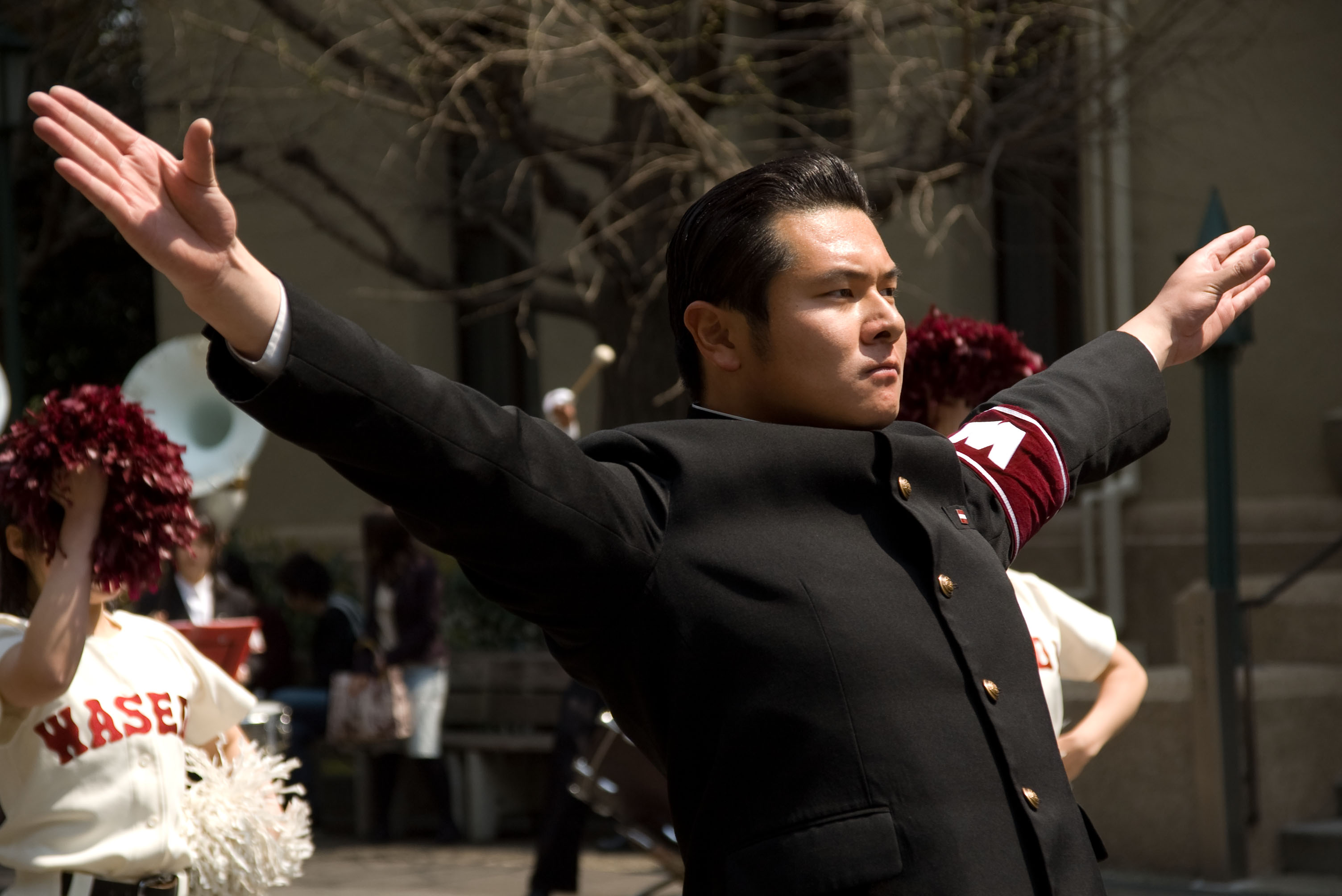
와세다 대학의 응원단

응원단(應援團)은 운동 경기 따위에서, 응원을 하기 위하여 조직된 집단이다. 학교 운동회에서 흔히 볼 수 있으며, 관객이 많이 모이는 축구, 야구, 미식축구 경기장에서는 보다 큰 규모의 응원단이 조직된다. 일본의 응원단(일본어: 応援団 오엔단[*])은 학교 응원단으로 많이 알려져 있다. 제복을 입고 맞춰 춤을 춘다.

## 참고 문헌
1. ↑  “표준국어대사전 - 응원단”. 국립국어원.
2. ↑  응원단 - 두산세계대백과사전

## 같이 보기
- 응원
- 치어리딩
- 스포츠
- 운동회